# Hamilapur, Bidar
Hamilapur là một làng thuộc tehsil Bidar, huyện Bidar, bang Karnataka, Ấn Độ.